# Orde van Verdienste voor de Strijdkrachten
De Orde van Verdienste voor de Strijdkrachten (Portugees: Ordem do Mérito das Forças Armadas) is een op 18 juni 1985 ingestelde Braziliaanse Ridderorde die voor de drie krijgsmachtonderdelen bestemd is. De Orde wordt ook aan burgers en vreemdelingen die zich voor de Braziliaanse strijdkrachten verdienstelijk maakten verleend. Op het kruis staat "Mérito das Forças Armadas".
De Orde kent vier graden:
- Grootkruis
- Grootofficier
- Commandeur
- Ridder

Het lint van de Orde is groen-wit-blauw.